# Sphenodon guntheri
Sphenodon guntheri är en kräldjursart som beskrevs av  Walter Buller 1877. Sphenodon guntheri ingår i släktet Sphenodon och familjen bryggödlor. IUCN kategoriserar arten globalt som sårbar. Inga underarter finns listade i Catalogue of Life.
Sphenodon guntheri är den sällsyntare arten av bryggödlor.
Arten förekommer endemisk i Nya Zeeland.
Sphenodon guntheri godkänns inte av Reptile Database. Den listas där som synonym till Sphenodon punctatus.